# Türr István híd
A bajai Türr István híd Bajánál biztosít közúti és vasúti kapcsolatot a Dunántúl és a Duna-Tisza-köze között. A legdélebbi magyarországi Duna-híd. Gyakran csak „bajai hídnak” nevezik.

## Története
1906–1908 között épült, ekkor ez volt az egyetlen vasúti híd Budapesttől délre, (Megjegyzendő, 1912-ben megépült a Gombos-Dálya közötti vasúti híd is.) Magyarországon belül ez ma is igaz, mióta 2001-ben megszűnt a vasúti forgalom a dunaföldvári hídon. 1944-ben elpusztították, de stratégiai szerepe miatt hamar megkezdték az újjáépítését, így 1950-ben újra átadták a forgalomnak. A megnövekedett személygépkocsi-forgalom kiszolgálására 1988-ban a konzolok csonkjaira két oldalkonzolt építettek, ezután a 3,5 tonnánál könnyebb közúti járművek külön sávon közlekedhettek, ezt 1990. augusztus 30-án adták át, viszont a tehergépkocsiknak továbbra is a vasúti pályát kellett igénybe venniük, ami időnként nagy torlódásokat okozott, a megterheléstől a középső pálya egyre gyakrabban szorult javításra, a híd átépítése elkerülhetetlenné vált, amire 1998–1999 között került sor, és 1999. október 21-én adták át a forgalomnak. Ekkor választották külön a közúti és a vasúti forgalmat. Azóta 80 km/h sebességgel haladhatnak át rajta a vonatok.
A háború után a Dunába roskadt híd roncsai új életre keltek, az ország másik végében, a Hernád folyón. Az 1949-ben Jakab Sándor és Kopácsi József által tervezett, a Mélyépítő és Mélyfúró Vállalat által kivitelezett, Gibárt és Encs közötti közúti híd acélanyagának 70%-a ugyanis a bajai hídból készült.
A híd az 1480,22. folyamkilométernél található, a hídnyílás magassága bal oldalon 8,71 méter, jobb oldalon 8,40 méter, a hajózható hídnyílás szélessége 60 méter. Egy négynyílású mederhídból és egy háromnyílású ártéri hídból áll.
Nevét a város szülöttjéről, Türr Istvánról kapta.
1921. november 1-jén a híd bal parti hídfőjénél szállt hajóra, és indult végleg száműzetésbe az utolsó magyar király, IV. Károly.

## Galéria

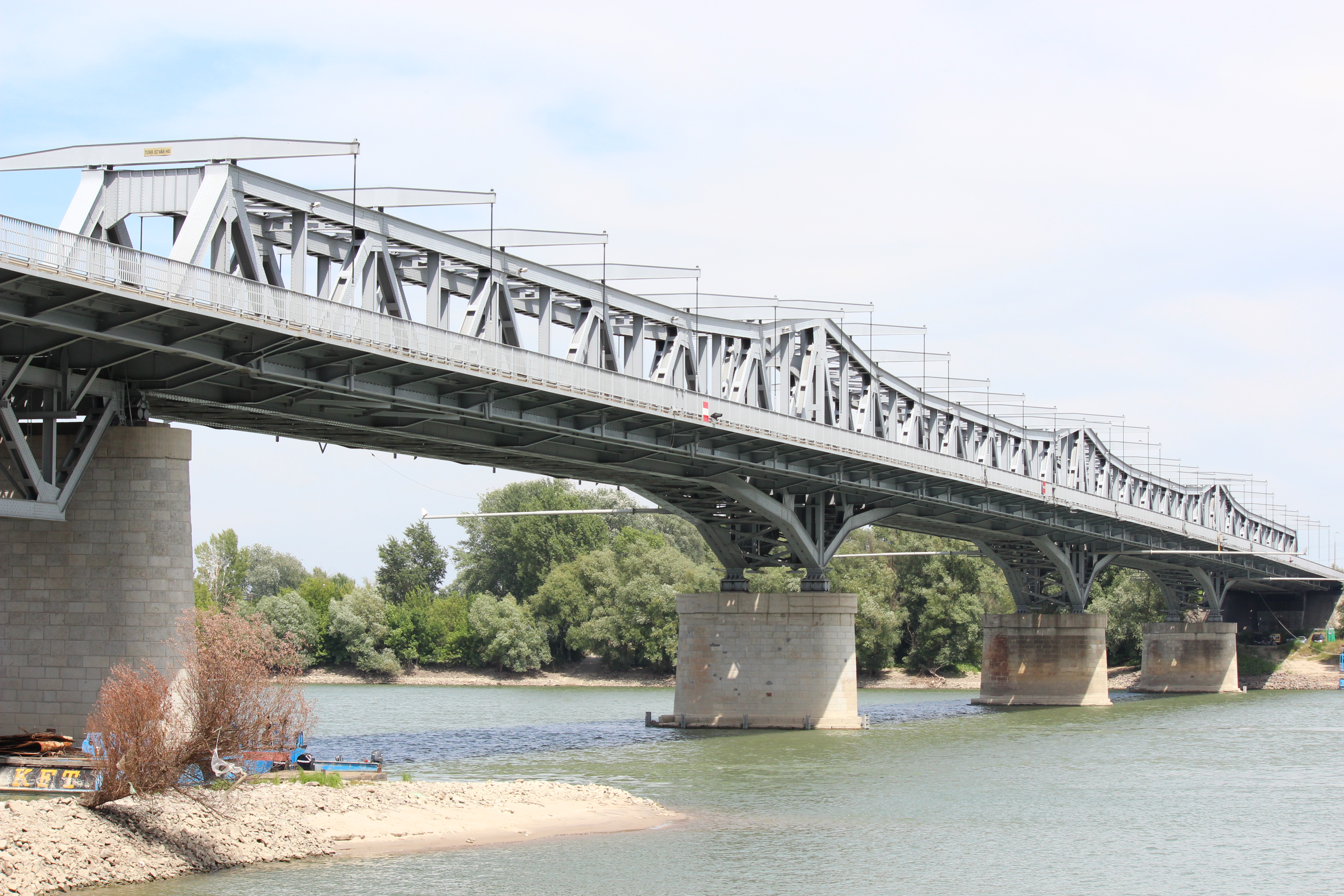
A meder feletti szakasz
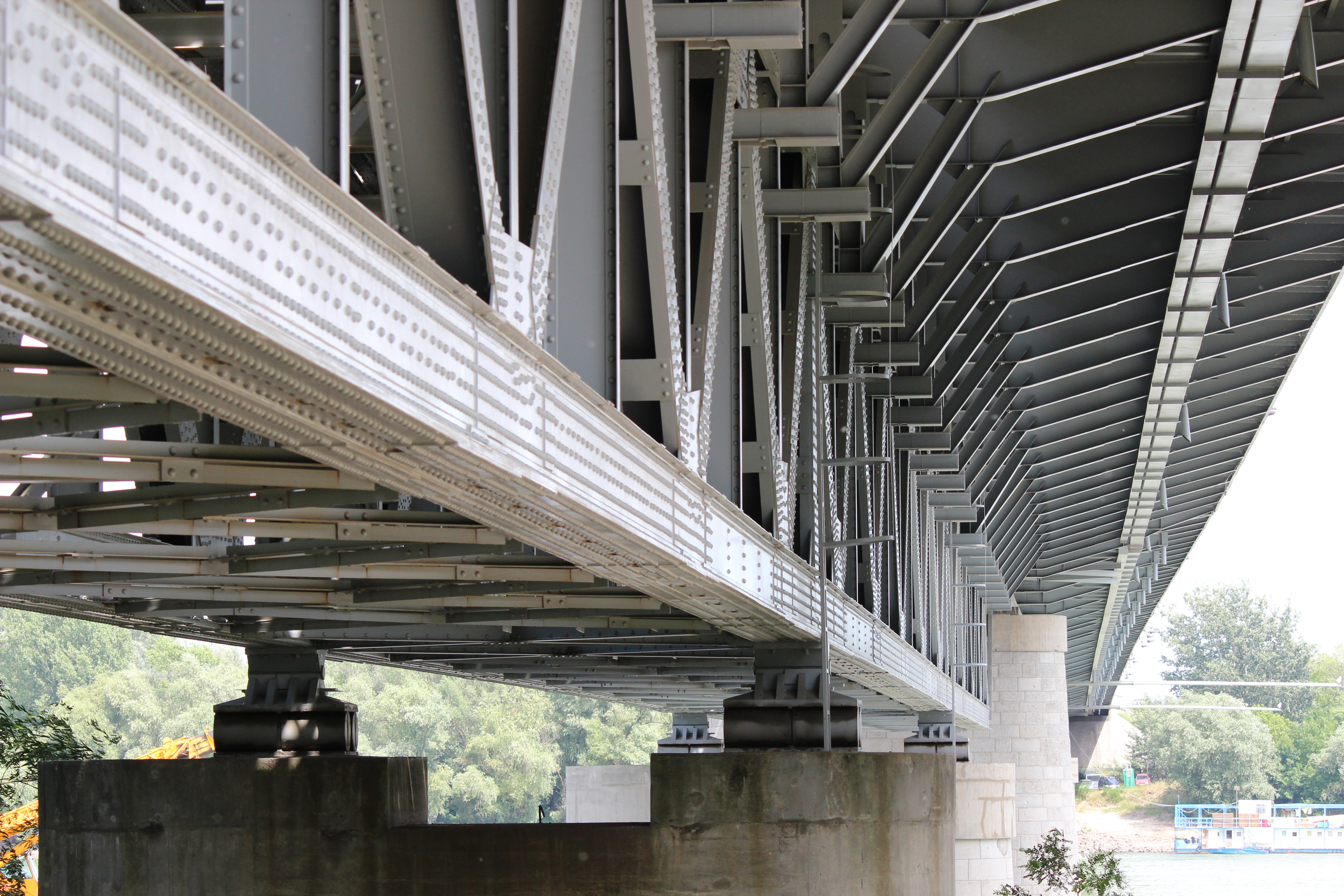
A híd alulról
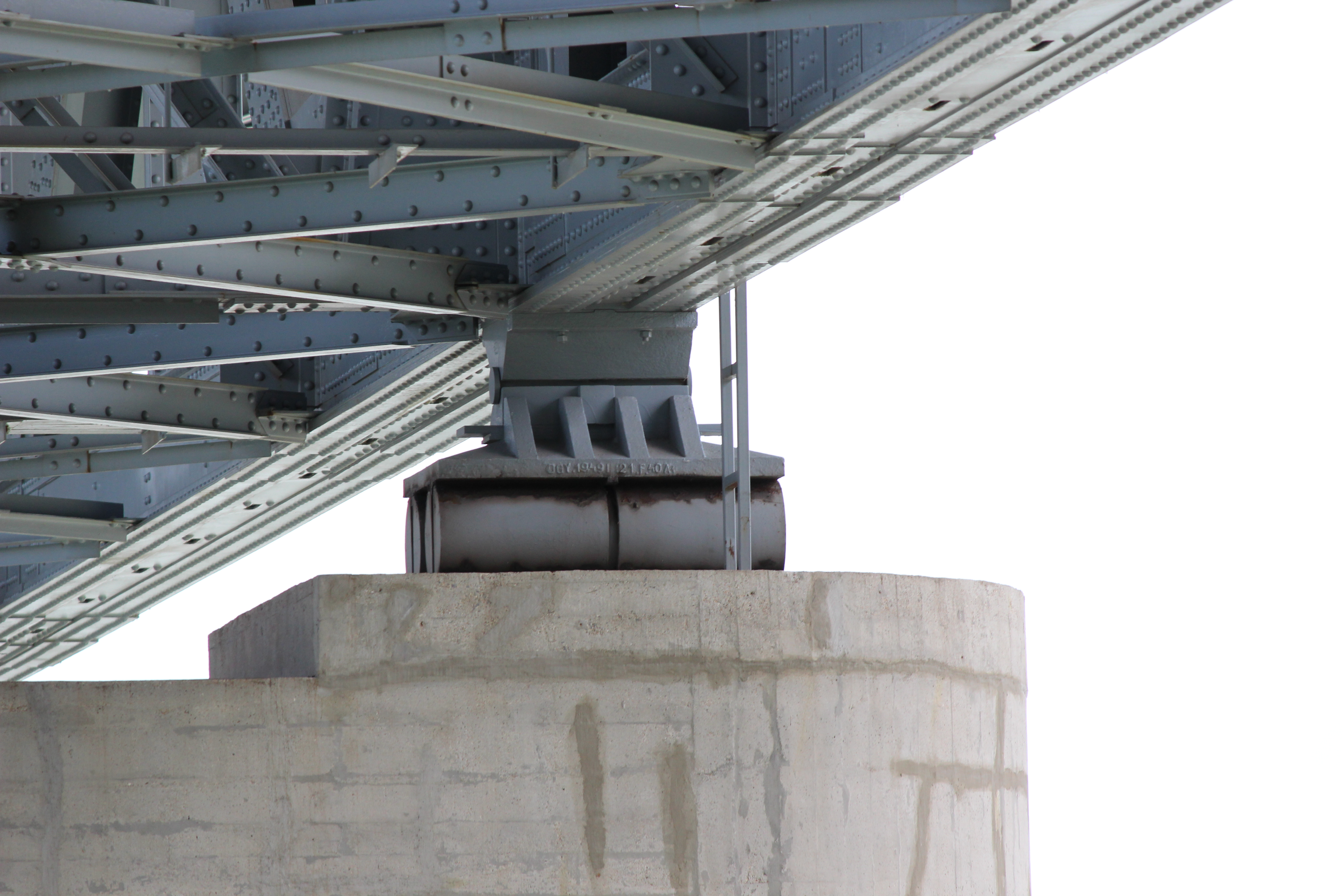
Egy görgő gyári jelekkel (Diósgyőr, 1949.01.21.)
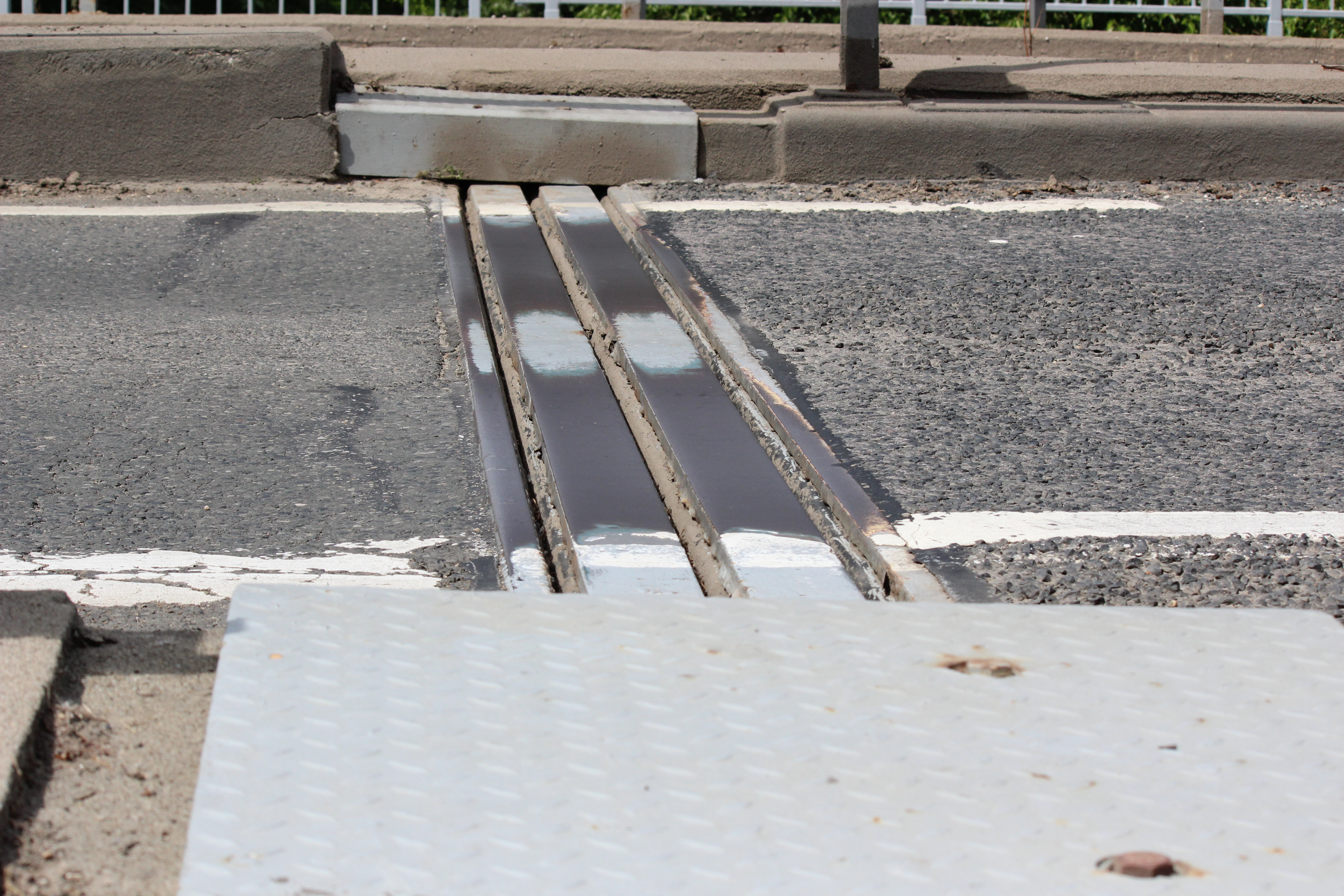
Egy hőtágulási hézag
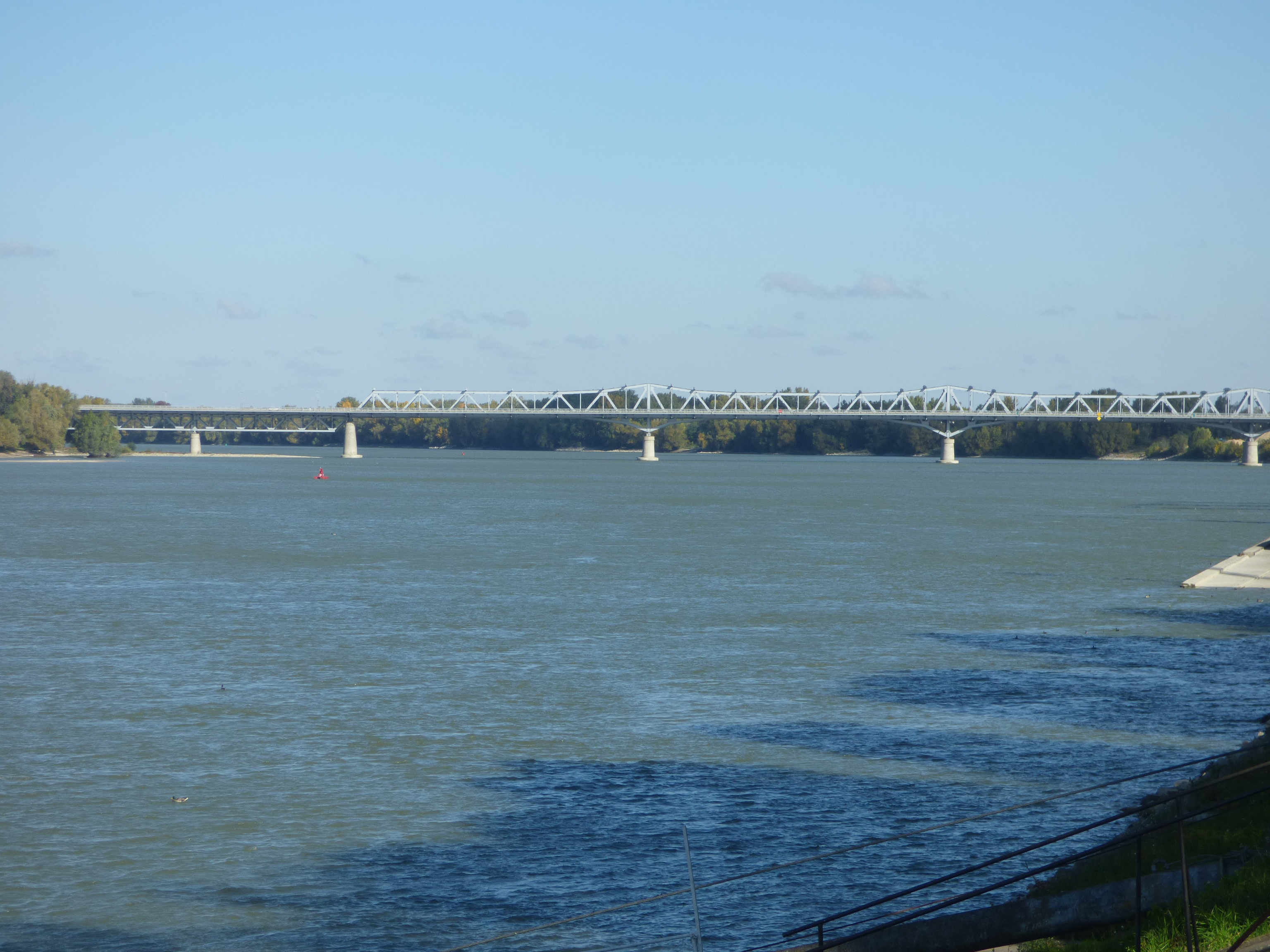
A híd a Sugovica kiágazása felől
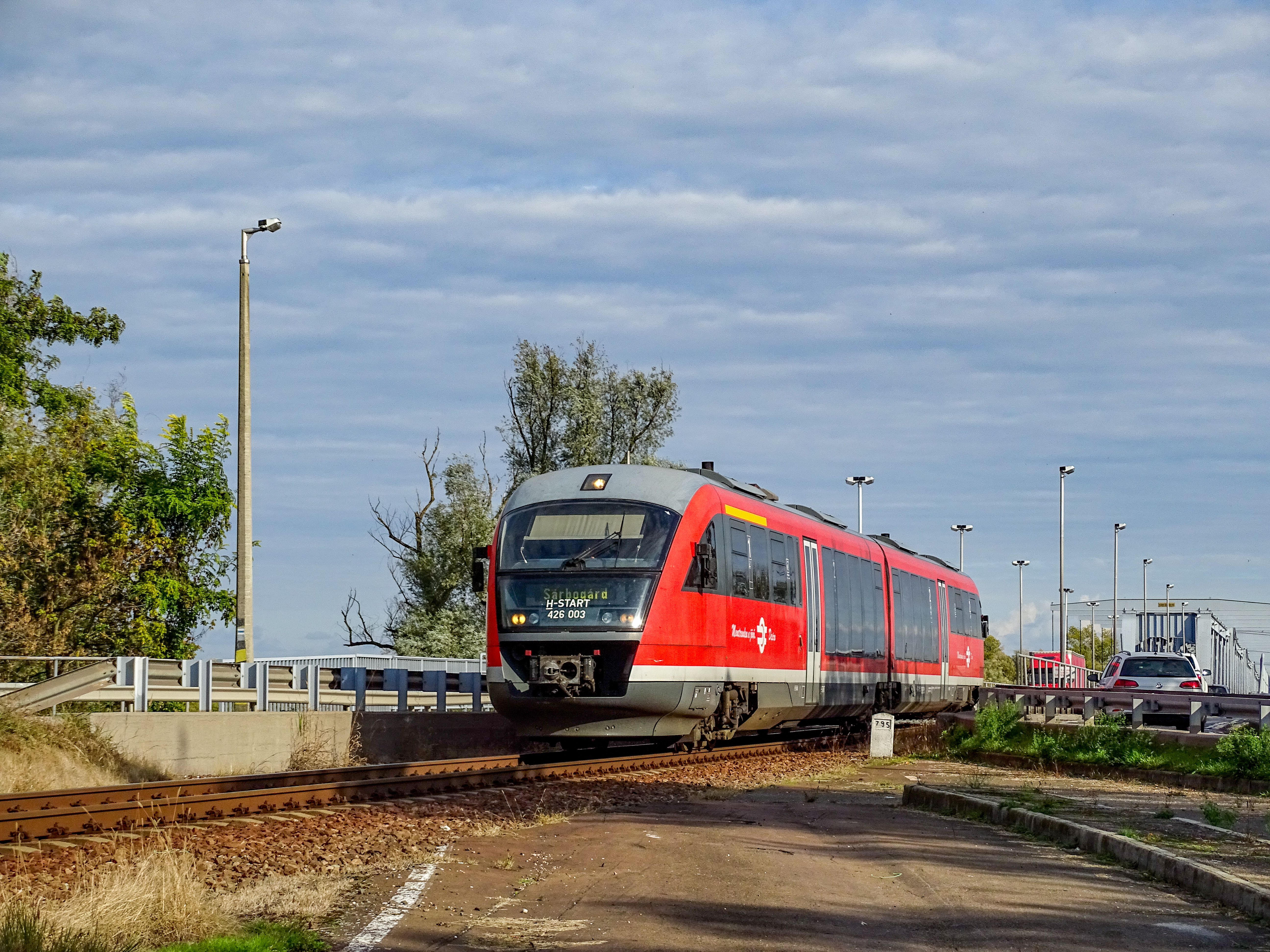
Sárbogárdra közlekedő vonat a hídon

## Külső hivatkozások
- Bajai Türr István Duna-híd – Pont-Terv Mérnöki Tervező és Tanácsadó Rt.